# Askesby
Askesby är en by i Säve, Göteborgs kommun. Byn ligger inte långt ifrån Säve flygplats.

## Historia
Askesby betyder byn där "Asgautr" eller "Asgöt" bodde. Detta var ett vanligt fornnordiskt namn. I Askesby har det nämligen bott folk sedan urminnes tider. Det finns kartor på Krigsarkivet i Stockholm från 1760 som visar att byggnaderna på den tiden låg på samma kullar då som nu. Men här har funnits fastboende ända sedan yngre järnåldern (ca 500–1050 e.Kr.). Askesby delas upp i själva byn Askesby, och i Askesby Högen. Högen består av tre gårdar runt Högen, dvs. den höjd som ligger strax öster om Askesby och Askesby Högen.
Askesby, Askesby Högen och grannbyn Öxnäs, är tre byar som tillsammans har en gedigen historia. De tre byarna ligger i Säve socken. Säve är en fornvästnordisk genitiv av ett ord för ’sjö’, syftade på den sjö som området mellan Kvillen (bäck som mynnar i Kvillebäcken längre söderut på Hisingen) och Nordre Älv. I takt med att landhöjningen fortsatte, försvann sjön och lämnade efter sig bördig åkermark. Säve socken tillhör tillsammans med Torslanda, Björlanda och Rödbo socknar, inte Västergötland som många tror, utan Bohusläns landskap, och var ursprungligen norskt.

### Jordbruket
Hela Norra Hisingen är klassisk åkermark, så även runt Askesby. På åkrarna brukade man i huvudsak korn, havre och bönor i s.k. ensäde, dvs. man brukade åkrarna år efter år tills de var helt utsugna på näringsämnen. Då lade man dem i "linda", vilket är en långvarig träda på 20–30 år. Under den tiden betades eller slåttrades marken bara. Vid 1800-talets slut var potatisodlingen viktig, och mycket potatis såldes inne i Göteborg.
Skiften var vanligt förr i tiden, vilket innebar att man samlade jordlotterna för att brukarna skulle få så sammanhängande jordlotter som möjligt. I Askesby Högen genomfördes något ovanligt 1809, som kallades för enskifte, vilket innebär att all jord samlades i en enda lott. Det var väldigt svårt att genomföra enskiften runt om i landet, men i Askesby Högen gick det. Enskiftet gjorde att de tre Högen-gårdarna fick varsin lott som sträckte sig från gården och norrut, som solfjädrar – gränser som ligger kvar än idag, och som man tydligt ser om man promenerar grusvägen förbi de tre gårdarna.

### Byggnaderna
Ladugårdarna var och är en ekonomibyggnad som samlar många funktioner. De flesta lador i området är byggda i vinkel. Höskullar blev vanliga under 1800-talet, tidigare hade man haft en separat foderlada. Vid 1900-talets början kom korrugerad plåt och papp som takmaterial, och under 1940- och 50-talen kom eternitplattan av asbestcement. Därför kan man se många olika taktyper i området.
Stenkällare ökade i omfattning under 1800-talet, när potatisodlandet blev vanligt. I källaren förvarades dessutom andra rotfrukter, smör och mjölk. Mjölken såldes i Göteborg och enligt uppgift kunde kvinnorna köra in till Göteborg flera gånger i veckan för att sälja mjölk på torget. Stenkällare var värdefulla och ur skifteshandlingarna framgår det att om man hade en stenkällare, fick man ofta bo kvar även om stugan var medelmåttig. För att man under den varma årstiden inte ska släppa in varm luft när man öppnar dörren, finns det ofta en svale med två dörrar in till källaren. Den höga tröskeln gör att den svala luften inte kan ”rinna” ut.

### Markreserv
Efter andra världskrigets slut expanderade Göteborgs stad kraftigt. Inflyttningen var stor och kringliggande områden och kommuner införlivades i Göteborgs kommun. För att kunna garantera fortsatta expansioner var man tvungna att införskaffa markreserver för att kunna bygga bostadsområden, industrier, med mera. I nordost skapades Bergsjön, Kortedala och Angereds stadsdelar under miljonprogrammets dagar. I Säve fanns det gott om mark, och Göteborgs kommun valde att köpa upp gårdar och hus ifall staden skulle expandera ytterligare. Tills så skulle ske arrenderade man ut fastigheterna som jordbruksarrende, vilket innebär att man betalar en månatlig arrendeavgift mot att kommunen utför omfattande underhåll på gården (till exempel tak, vatten, avlopp) och att arrendatorn står för löpande mindre underhåll samt får möjlighet att bruka jorden.
De flesta gårdar i Askesby, samtliga i Askesby Högen samt många i grannbyn Öxnäs, är arrendegårdar.
Emellertid kom 1970-talets oljekriser, och Göteborgs expansion minskade kraftigt. Samtidigt blev miljövård än mer viktigt när man planerade tätorterna. Eftersom många områden i Säve, så även Askesby, innehåller mängder med fornlämningar och har en biologisk mångfald som är svår att hitta någon annanstans, blev områdena närmast flygplatsen än mindre intressanta som expansionsområde.
Lägg därtill också bullerstörningar närmast flygplatsen samt att det kommunala vattenledningsnätet i Säve är kraftigt begränsat.

## Fornlämning
"Högen" är ett igenvuxet monumentalt röse, och har fått ge namn åt hela fornlämningsområdet på berget. En mindre fornlämning är en stensträng som man kan hitta inne i en hästhage. Stensträngen är en förfallen mur eller vall som har övergivits för länge sedan. Man ser den som en igenväxt linje av stenar, mossa och gräs som ligger på marken inne i ett buskage.

## Naturen
Området mellan Kongahällavägen och Nordre Älv är i kommunens översiktsplan från 2006 klassificerat som "Område med stora natur- och rekreationsvärden". En del av detta området är dessutom klassat som Natura 2000-område av Naturvårdsverket, vilket innebär att jorden ska brukas med särskild hänsyn till växt- och djurlivet. Områden med Natura 2000-klassningar, anses vara särskilt värdefulla för hela EU.
Dessutom ska byggnader, stenrösen, hagar, m.m. vårdas så att de behåller sin ursprungliga karaktär.
Den 1 januari 2018 kom större del av Askesby med i ett nytt naturreservat, Öxnäs naturreservat. Tanken är att befintligt jordbruk i området ska kunna fortsätta men att man skyddar området från exploatering.